# Bones (película)
Bones es una película de terror con actuación de Snoop Dogg, Bianca Lawson, Pam Grier, Khalil Kain, Michael T. Weiss, Merwin Mondersir, Katharine Isabelle y Clifton Powell.

## Trama
En 1979, Jimmy Bones es el rey del sur de Chicago. Con su pandilla controla y protege la zona, hasta que un policía corrupto y un traficante tratan de alterar la calma del barrio. Bones es asesinado cruelmente y sus compañeros son obligados a participar en el crimen. Ya en la década de 1990, los traficantes son los amos del lugar. Pero el espíritu de Bones no descansa en paz, y espera la oportunidad para volver a la vida y vengarse de todos los que le han traicionado. Unos jóvenes emprendedores, obstinados en transformar el escenario del crimen en un club de hip-hop, desoirán los consejos de la gente del lugar y serán los aterrados espectadores de la más feroz venganza jamás desatada.

## Reparto
- Snoop Dogg: Jimmy Bones
- Pam Grier: Pearl
- Bianca Lawson: Cynthia
- Clifton Powell: Jeremiah Peet
- Khalil Kain: Patrick Peet
- Michael T. Weiss: Lupovich
- Ricky Harris: Eddie Mack
- Merwin Mondesir: Bill Peet
- Katharine Isabelle: Tia Peet
- Deezer D: Stank
- Sean Amsing: Maurice
- Ronald Selmour: Shotgun